# FOX8
FOX8 è un canale televisivo australiano che va in onda su piattaforma satellitare e via cavo, disponibile su Foxtel, Austar e Optus Television. È il canale a pagamento più seguito in Australia.

## Storia
La programmazione di FOX8 è principalmente occupata da produzioni della Fox Broadcasting Company. In un primo momento, infatti, si chiamava semplicemente Fox, al quale si è aggiunto il numero 8 nel 2006. È nato sul canale 8 di Foxtel e di Austar, mentre va in onda sul canale 108 delle rispettive versioni digitali. È la rete più popolare della tv a pagamento ed uno dei pochi canali ad andare in onda fin dalla fondazione di Foxtel nel 1995. Nei primi anni del 2000 il venerdì sera andavano in onda le partite della National Rugby League.
La rete FOX8+2, che va in onda sul canale 150, è stata introdotta con la nascita dei servizi digitali di Foxtel e Austar. Su questo canale è possibile seguire la stessa programmazione di FOX8 ma a distanza di due ora della messa in onda principale. Uno dei maggiori vantaggi di questo sistema consiste nel permettere agli abitanti dell'Australia occidentale di seguire i programmi alla stessa ora in cui vengono programmati per la costa orientale.
FOX8 e Foxtel hanno un accordo con Network Ten, uno dei principali canali della tv in chiaro australiana, per ottenere gli show acquistati dalla Fox Broadcasting Company. Tra le produzioni americane che vanno in onda sul canale troviamo I Simpson, Futurama e The Simple Life.
Nel 2008, durante le Olimpiadi di Pechino, la rete ha trasmesso per diciassette giorni una maratona chiamata Battle of the Animations che vedeva protagoniste le maggiori serie animate americane tra cui I Simpson, I Griffin, American Dad, Futurama e King of the Hill. L'evento si è concluso il 24 agosto con un'altra maratona che includeva gli show vincitori scelti dal pubblico. I Griffin si sono aggiudicati la vittoria.

## Programmazione

### Show prodotti per FOX8
- Action Earth (2007)
- An Aussie Goes Barmy (2006)
- An Aussie Goes Bolly (2008)
- An Aussie Goes Calypso (2008)
- Australia's Next Top Model (2005 – presente)
- Blood, Sweat and Gears (2008)
- CD Live (2006)
- Confidential (2007)

- Crown Australian Celebrity Poker Challenge (2006)
- Dangerous (2007)
- Football Superstar (2008 – presente)
- Love My Way (2004 - 2005)
- Ra (2005 – presente)
- Runway to LA (2008)
- The Singing Office (2007)

### Altri show
- American Idol
- America's Next Top Model
- The Best Years
- Blood Ties
- Chuck
- Dead Like Me
- Dollhouse
- Drama
- Fastlane
- Gossip Girl
- Greek - La confraternita
- Pink Panther and Sons

- The Inside
- Pham Viet Dung
- Jurassic Fight Club
- Kyle XY
- Leverage - Consulenze illegali
- Phan Viet Dung
- Phao Viet Dung
- Huinfig
- PDung
- Point Pleasant
- Pink Panther And Sons
- South Beach
- The Phone
- The Vampire Diaries
- Terminator: The Sarah Connor Chronicles
- Yes, Dear